# Escudo de Vinaroz
El escudo oficial de Vinaroz (Bajo Maestrazgo) tiene el siguiente blasonamiento
Escudo cuadrilongo de punta redonda. Partido. En el primer cuartel, en campo de oro una cepa de su color, adiestrado de una cruz de Montesa. En el segundo cuartel, en campo de gules un ala de plata. Al timbre, corona real abierta

## Historia
El escudo se aprobó por Resolución de 9 de mayo de 2001 del conseller de Justicia y Administraciones Públicas, publicada en el DOGV núm. 4.025, de 20 de junio de 2001. Se trata del escudo tradicional de la ciudad, con la señal hablando de la viña, alusivo al nombre de la localidad. La cruz de la orden de Montesa hace referencia a su pertenencia al castillo de Peñíscola, posesión templaria que pasó a este orden el 1317. El ala es otra señal hablando que recuerda el antiguo nombre árabe de la localidad, el alquería de Vinalaròs (Ibn al-Arós).